# Napp Pharmaceuticals

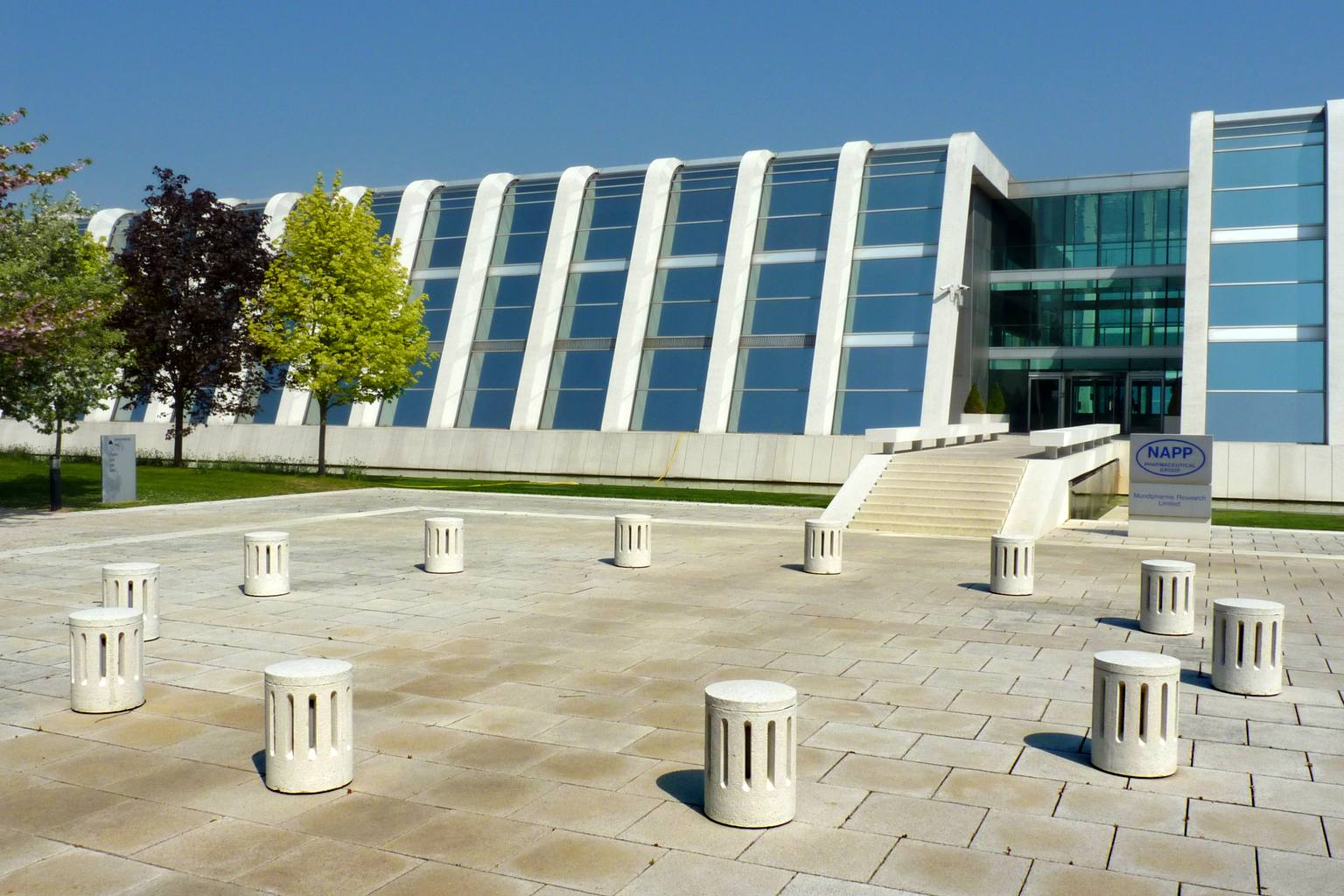
Eingangsbereich des Napp-Hauptsitzes

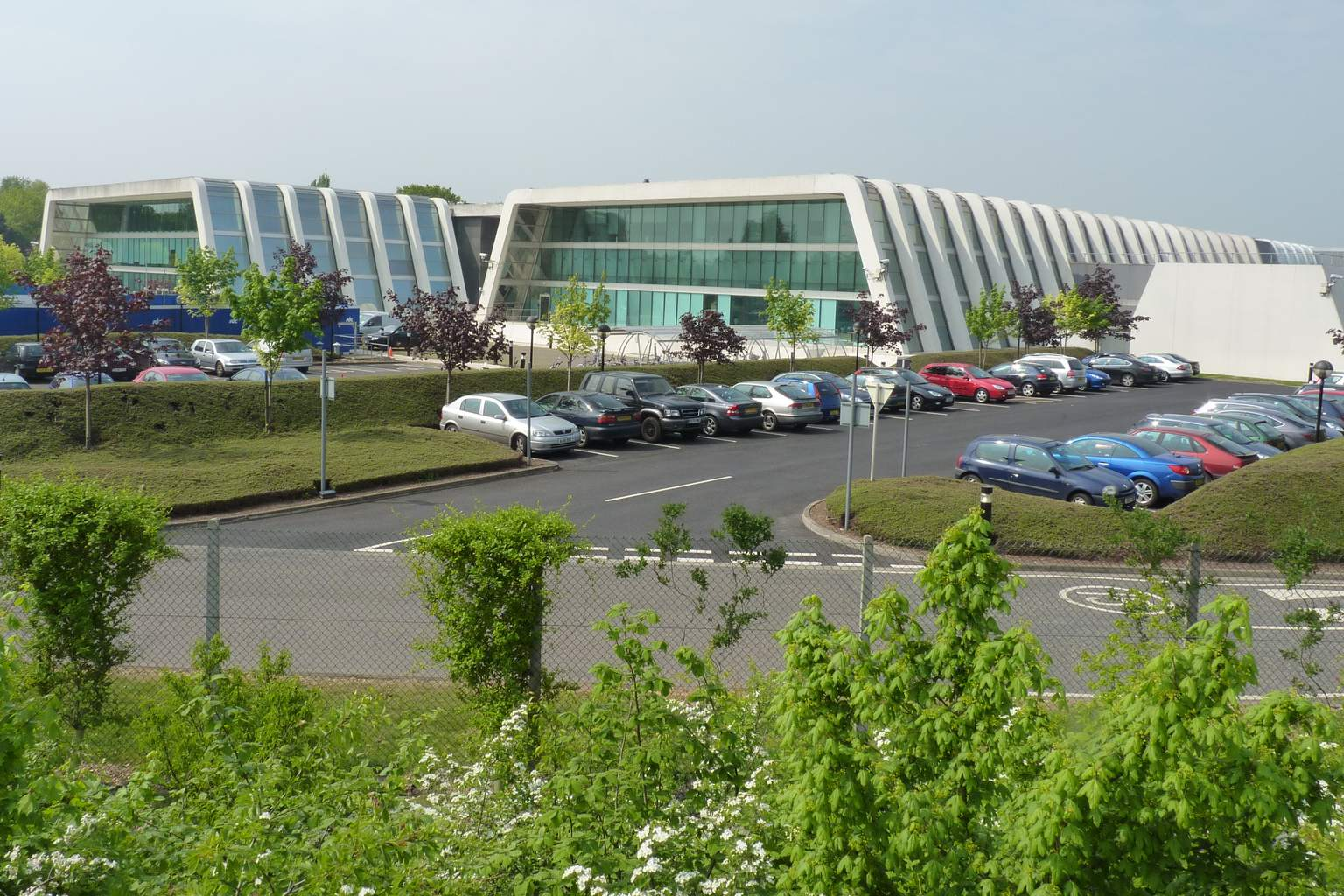
Der Hauptsitz gewann 1984 den Preis der britischen Concrete Society

Napp Pharmaceuticals ist ein Unternehmen der pharmazeutischen Industrie mit Hauptsitz in Cambridge. Napp Pharmaceuticals wurde 1923 gegründet und ist eine Unternehmensschwester der US-amerikanischen Purdue Pharma und der deutschen Mundipharma. Die ehemaligen Eigentümer von Purdue Pharma, Mortimer und Raymond Sackler, übernahmen Napp 1966 um ihre europäischen Vertriebswege zu stärken. Die direkte Muttergesellschaft des Unternehmens, Napp Pharmaceutical Holdings Limited, ist auch Eigner von Bard Pharmaceuticals Limited, einem weiteren pharmazeutischen Unternehmen auf dem Gebiet der Arzneimittelherstellung. Obgleich sich das Operationsgebiet von Napp auf das Vereinigte Königreich beschränkt, werden im gesamten Unternehmensnetzwerk zusammen mit Purdue und Mundipharma Niederlassungen in 48 Ländern unterhalten.
Zu den vertriebenen Produkten Napps zählt unter anderem das Analgetikum OxyContin. Der darin enthaltene Wirkstoff Oxycodon wird mit der Opioid-Epidemie in den Vereinigten Staaten von Amerika in Zusammenhang gebracht. In den USA wird das Präparat durch Purdue Pharma vertrieben, ein Unternehmen, das ebenfalls von der Sackler-Familie gelenkt wird. Im Juni 2018 traten sieben Mitglieder der Sackler-Familie vom Board of Directors des Napp-Konzerns zurück.